# حاوي آل محرم (القطن)
'

تعديل مصدري - تعديل

حاوى ال محرم هي إحدى قرى عزلة وادي سر بمديرية القطن التابعة لمحافظة حضرموت، بلغ تعداد سكانها 115 نسمة حسب تعداد اليمن لعام 2004.